# Palm Beach Shores
Palm Beach Shores est une ville du comté de Palm Beach, en Floride, aux États-Unis.

## Démographie
| 1960 | 1970  | 1980  | 1990  | 2000  | 2010  |
| ---- | ----- | ----- | ----- | ----- | ----- |
| 885  | 1 214 | 1 232 | 1 040 | 1 269 | 1 142 |

## Source
- (en) Cet article est partiellement ou en totalité issu de l’article de Wikipédia en anglais intitulé « Palm Beach Shores, Florida » (voir la liste des auteurs).